# 미무로도역
미무로도역(일본어: 三室戸駅)은 일본 교토부 우지시에 위치한 게이한 전기 철도 우지 선의 철도역이다. 역 번호는 KH 76이며, 섬식 승강장 1면 2선의 구조를 갖춘 지상역이다.

## 타는 곳
| 1 | ■ 우지 선 | 상행 | 히라카타시 · 요도야바시 · 나카노시마 선 · 데마치야나기 방면 |
| 2 | ■ 우지 선 | 하행 | 우지 방면                                                   |

## 이용 현황
| 연도   | 하차 인원 |
| ------ | --------- |
| 2003년 | 2,378     |
| 2004년 | 2,481     |
| 2005년 | 2,460     |
| 2006년 | 2,400     |
| 2007년 | 2,375     |
| 2008년 | 2,361     |
| 2009년 | 2,282     |
| 2010년 | 2,386     |
| 2011년 | 2,279     |
| 2012년 | 2,219     |
| 2013년 | 2,312     |
| 2014년 | 2,367     |
| 2015년 | 2,370     |

## 역 주변
- 미무로도지

## 인접 역
| 게이한 전기 철도 우지 선   | 게이한 전기 철도 우지 선 | 게이한 전기 철도 우지 선 |
| -------------------------- | ------------------------ | ------------------------ |
| KH 75 오바쿠 주쇼지마 방면 | ■ 우지 선                | 우지 KH 77 우지 방면     |